# Electro Hiper Europa
El Electro Hiper Europa (código UCI: EHE) fue un equipo ciclista español de categoría Continental desde la temporada 2021 hasta 2023.

## Historia
El equipo se inició en el 2021 bajo el patrocinio de la empresa de electrodomésticos Electro Hiper Europa participando en los circuitos continentales UCI con licencia Argentina pero con sede en la localidad de Cervera del Maestre, España, y bajo la dirección deportiva del ciclista español Rafael Casero.
Luego en el año 2022 comienza una alianza con la Liga Caldense de Ciclismo y pasa a correr con licencia Colombiana en la categoría Continental y participando la mayor parte de la temporada en territorio europeo.
2023 fue el tercer y último año de vida del equipo. Desapareció por problemas económicos y varios de los corredores y cuerpo técnico se marcharon al nuevo equipo Arabay Vas Team.

## Material ciclista
El equipo utilizó bicicletas BH y componentes Shimano.

## Clasificaciones UCI
Las clasificaciones del equipo y de su ciclista más destacado son las siguientes:

### UCI Europe Tour
| Temporada | Clasificación por equipos | Mejor corredor | Posición |
| 2022      |                           | Bandera de ?   |          |

## Palmarés
Para años anteriores véase: Palmarés del Electro Hiper Europa.

### Palmarés 2023

#### UCI ProSeries
| Fechas | Carreras | Ganador |

#### Circuitos Continentales UCI
| Fechas | Circuito | Carreras | Ganador |

#### Campeonatos nacionales
| Fechas | Carreras | Ganador |

## Plantillas
Para años anteriores, véase Plantillas del Electro Hiper Europa

### Plantilla 2023
| Nombre            | Nacimiento | Nacionalidad   | Equipo 2022                   |
| Joan Bennassar    | 30/05/1999 | España         | Manuela Fundación Continental |
| Xavier Cañellas   | 16/03/1997 | España         | Java Kiwi Atlántico           |
| Mateu Estelrich   | 02/08/2001 | España         | Electro Hiper Europa-Caldas   |
| José Luis Faura   | 15/09/2000 | España         | Neoprofesional                |
| José María García | 17/11/1998 | España         | Electro Hiper Europa-Caldas   |
| Lucas Lopes       | 10/04/2003 | Portugal       | Neoprofesional                |
| José María Martín | 04/02/2001 | España         | Burgos-BH (stagiaire)         |
| Víctor Martínez   | 28/01/1985 | España         | Electro Hiper Europa (2021)   |
| Alex Molenaar     | 13/07/1999 | Países Bajos   | Burgos-BH                     |
| Alejandro Ropero  | 17/04/1998 | España         | EOLO-KOMETA Cycling Team      |
| Andrew Vollmer    | 05/09/2000 | Estados Unidos | Aevolo (2019)                 |